# Columnodontia resupinata
Columnodontia là một chi nấm trong họ Meruliaceae. Đây là chi đơn loài, nó chỉ có một loài Columnodontia resupinata.